# غاسبار كورتي ريال
كان غاسبار كورتي ريال (1450-1501) مستكشفًا برتغاليًا شارك مع والده جواو فاز كورتي ريال (1420-1496) وشقيقه ميغيل في العديد من الرحلات الاستكشافية برعاية التاج البرتغالي. يقال أن هذه الرحلات كانت من أولى الرحلات التي وصلت إلى نيوفاوندلاند وربما إلى أجزاء أخرى من شرق كندا.

## النشأة
ولد غاسبار في عائلة كورتي ريال النبيلة في تيرسيرا بجزر الأزور، وهو الأصغر بين أبناء جواو فاز كورتي ريال الثلاثة. كان والده أيضًا مستكشفًا برتغاليًا فرافقه في رحلاته إلى أمريكا الشمالية، كمان كان إخوته من المستكشفين.

## مسيرته المهنية
في عام 1498، أبدى الملك البرتغالي مانويل الأول اهتمامًا باستكشاف الغرب، معتقدًا على الأرجح أن الأراضي التي اكتشفها جون كابوت مؤخرًا كانت ضمن نطاق السيطرة البرتغالية بموجب معاهدة تورديسيلاس. كان كورتي ريال واحدًا من بين العديد من المستكشفين الذين أبحروا غربًا لحساب البرتغال.
في عام 1500، وصل كورتي ريال إلى جرينلاند، معتقدًا أنها شرق آسيا، لكنه لم يتمكن من دخول البر. انطلق في رحلة ثانية عام 1501، مصطحبًا ثلاث قوافل. فشلت البعثة مرة أخرى من الرسو في جرينلاند بسبب البحار المتجمدة. غيروا مسارهم ونزلوا في منطقة من الأنهار الكبيرة وأشجار الصنوبر والتوت، يعتقد أنه لابرادور. يُعتقد أنهم أسروا هناك 57 من السكان الأصليين، وأعادوهم إلى البرتغال لبيعهم عبيدًا واستخدام عائدات بيعهم في تمويل الرحلات الاستكشافية. عادت سفينتان من البعثة إلى البرتغال، لكن السفينة التي كان كورتي ريال على متنها فُقدت.

## وفاته
انقطعت اخبار غاسبار كورتي ريال بعد عام 1501. حاول شقيقه ميغيل العثور عليه في عام 1502، لكنه لم يعد أبدًا.

## إرثه
ما تزال أهمية كورتي ريال محل جدل بين المؤرخين. صرح جيف ويب، وهو مؤرخ في جامعة ميموريال في نيوفاوندلاند، خلال مقابلة أجريت معه عام 2017: «إنه شخصية ثانوية لا يُعرف عنه سوى القليل جدًا». كان بناء أسطورة كورتي ريال في القرن العشرين من عمل المؤرخ الدبلوماسي إدواردو برازاو، السكرتير الوطني السابق لوزارة الدعاية البرتغالية، في خلال حكم نظام أنطونيو دي أوليفيرا سالازار.
ينتصب تمثال جاسبار كورتي ريال أمام مبنى الاتحاد في سانت جونز ونيوفاوندلاند ولابرادور، تقدمة من المنظمة الكندية البرتغالية للصيد في عام 1965، وذلك لإحياء ذكرى ضيافة نيوفاوندلاندرز للصيادين البرتغاليين.
في أوائل عام 1999، اصطدمت سيارة كان يقودها سائح مسرع على ما يبدو، بقاعدة التمثال، تضررت القاعدة بشدة، لكن التمثال بقي سالمًا. في وقت لاحق من ذلك العام، تعاقد اختصاصي ترميم البرونز في أوتاوا، كريج جونسون، مع شركة منحوتات محلية لإصلاح الاضراربينما أعاد جونسون بنفسه طلاء التمثال. بحسب النحات المحلي ويل جيل، لم تتبق أية ندوب من الحادث وعاد كورتي ريال إلى حالته الأصلية.
في عام 2020، لوحظ أن التمثال، الذي صممه مارتينز كوريا،  قد شيد كجزء من نزاع يدور خلف الكواليس حول حقوق مصايد الأسماك بين سالازار والإسباني فرانثيسكو فرانكو. في 11 يونيو من العام 2020، نُقل عن رئيس وزراء نيوفاوندلاند ولابرادور دوايت بول قوله إن الحكومة ستراجع تماثيل المقاطعات الحساسة سياسيًا. أشار المؤلف إدوارد ريتشي في 20 يونيو 2020، «إذا رأى عدد كافٍ من الناس الآن أن تمثال كورتي ريال يخلد ذكرى شخصية استعبدت السكان الأصليين خلال مغامراته الإمبراطورية، فلدينا مشكلة». تصدّر الجدل حول التمثال عناوين الصحف في البرتغال في نفس اليوم، ونُقل عن الأستاذ في جامعة يورك جيلبرتو فيرنانديز قوله إن التمثال يروي قصة استعمارية يوثّق العنصرية والمركزية الأوروبية ومبدأ تفوق العرق الأبيض.